# Wangerland
Wangerland ist eine Gemeinde im Landkreis Friesland in Niedersachsen. Die Gemeinde mit 9149 Einwohnern erstreckt sich auf einer Fläche von 176 Quadratkilometern und ist damit die flächenmäßig größte Gemeinde des Landkreises Friesland. Verwaltungssitz der Gemeinde ist Hohenkirchen.

## Geografie

### Geografische Lage
Die Gemeinde Wangerland liegt im Nordosten der ostfriesischen Halbinsel direkt an der Nordsee. Im Norden und im Osten der Gemeinde verläuft die 27 Kilometer lange Nordseeküste mit ihren Sielorten. Das vorgelagerte Watt gehört zum Nationalpark Niedersächsisches Wattenmeer, das seit 2009 zum UNESCO-Weltnaturerbe Wattenmeer gehört.

### Gemeindegliederung

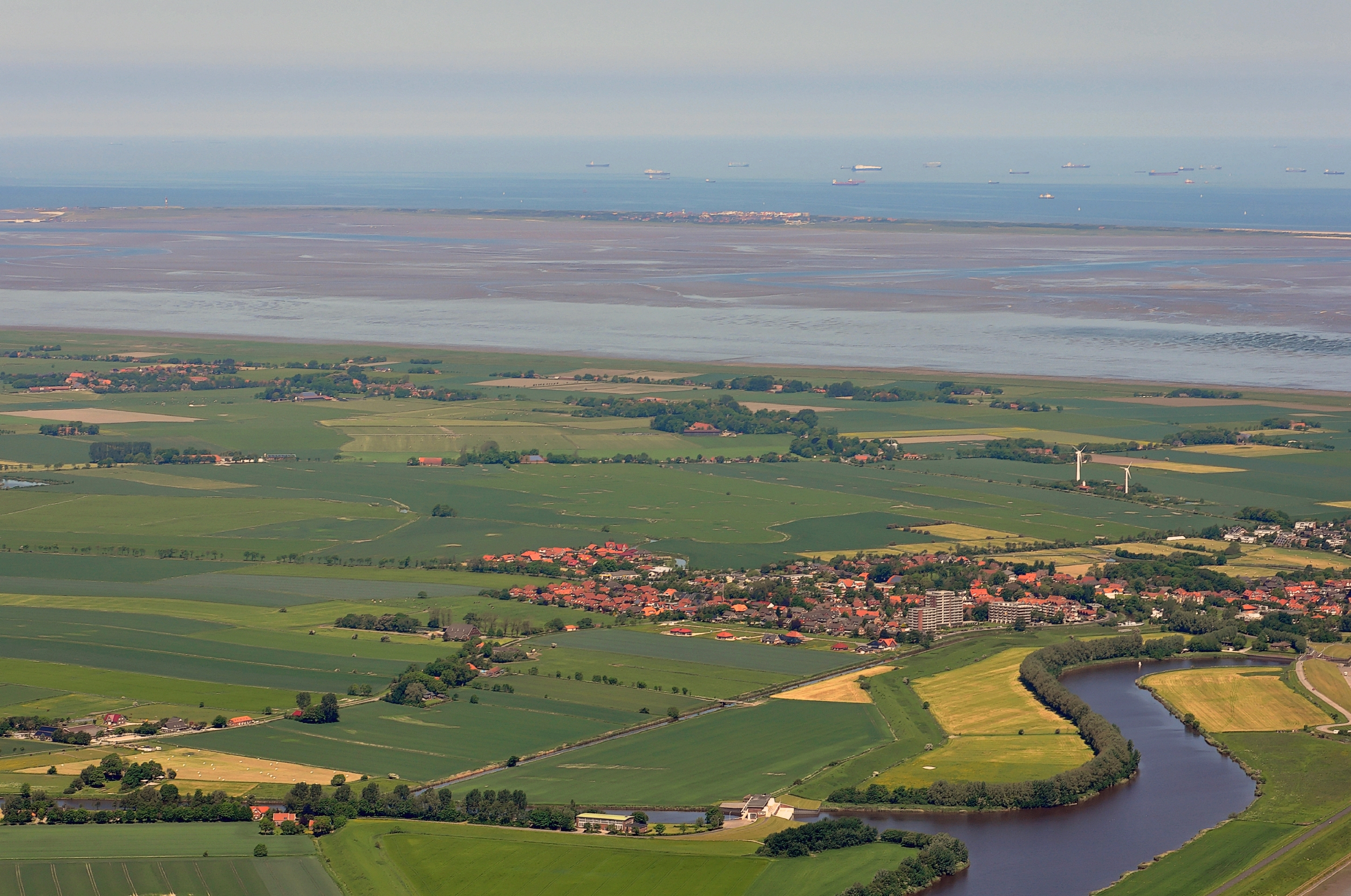
Blick über das Wangerland in Richtung Nordwesten; im Hintergrund die Insel Wangerooge und Schiffsverkehr im Fahrwasser der Außenjade

Die Gemeinde Wangerland besteht aus den folgenden 17 Ortschaften, die nur im Zusammenhang mit der Einwohnerverwaltung eine Rolle spielen:
Altgarmssiel, Förrien, Friederikensiel, (Haddien), Hohenkirchen, Hooksiel, Horum, Horumersiel, Middoge, Minsen, Neugarmssiel, Oldorf, Schillig, Tettens, Waddewarden, Wiarden und Wiefels.
Daneben gibt es weitere kleinere Orte mit erkennbarer Ortsstruktur und zum Teil eigener Kirche, deren Bewohner jeweils den oben genannten Ortschaften zugerechnet werden.
Die 12 Gemarkungen im Gemeindegebiet sind Pakens, St.-Joost, Wüppels, Wiarden, Minsen, Oldorf, Waddewarden, Westrum, Wiefels, Hohenkirchen, Tettens und Middoge. Im Jahr 1910 existierten diese zwölf Gemarkungen noch als selbständige Gemeinden im Amt Jever, Großherzogtum Oldenburg. Zum Amt Minsen gehörten Minsen, Oldorf, Pakens, Waddewarden, Wiarden sowie Wüppels, und zum Amt Tettens gehörten Tettens, Hohenkirchen, Middoge, St. Joost, Wiefels und Westrum.
Der Verwaltungssitz der Gemeinde ist in Hohenkirchen: Dort befindet sich das Rathaus mit der Gemeindeverwaltung.
Neben den Ortschaften listet das Ortsverzeichnis Niedersachsen 344 weitere Wohnplätze für die Gemeinde Wangerland auf.

### Tabelle der Gemarkungen und Ortschaften

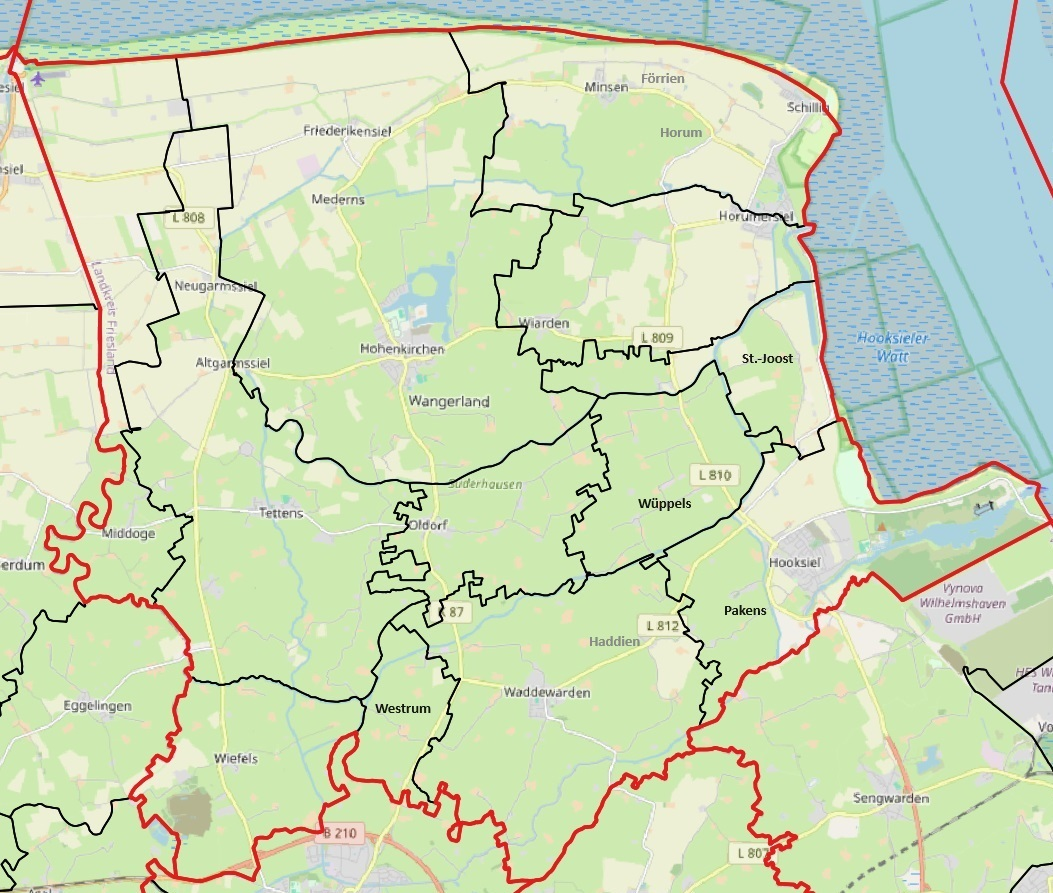
Gemeinde Wangerland: Gebietsgliederung in 12 Gemarkungen
(ehemals selbständige Gemeinden im Amt Jever, Großherzogtum Oldenburg)

| Gmk.- schlüssel | Gemarkung           | Fläche ha | Bev. 1910-12-01 | Bev. 2011-05-09 | Ortschaften                                 | Lage |
| --------------- | ------------------- | --------- | --------------- | --------------- | ------------------------------------------- | ---- |
| 030246          | Middoge             | 1390,53   | 441             | 272             | Middoge                                     | ⊙    |
| 030247          | Tettens             | 2540,92   | 1257            | 993             | Tettens, Neugarmssiel                       | ⊙    |
| 030248          | Hohenkirchen        | 3844,02   | 1627            | 2201            | Hohenkirchen, Altgarmssiel, Friederikensiel | ⊙    |
| 030249          | Wiefels             | 933,6     | 312             | 404             | Wiefels                                     | ⊙    |
| 030250          | Westrum             | 367,8     | 100             | 87              |                                             | ⊙    |
| 030251          | Waddewarden         | 1974,52   | 703             | 885             | Waddewarden, (Haddien)                      | ⊙    |
| 030252          | Oldorf              | 781,57    | 306             | 265             | Oldorf                                      | ⊙    |
| 030253          | Minsen              | 1674,51   | 825             | 1003            | Minsen, Förrien, Horum, Schillig            | ⊙    |
| 030254          | Wiarden             | 1213,71   | 601             | 701             | Wiarden, Horumersiel                        | ⊙    |
| 030255          | Wüppels             | 791,61    | 308             | 161             |                                             | ⊙    |
| 030301          | St.-Joost           | 631,75    | 259             | 143             |                                             | ⊙    |
| 030302          | Pakens              | 1462,86   | 645             | 2265            | Hooksiel                                    | ⊙    |
|                 | Gemeinde Wangerland | 17607,40  | 7384 1          | 9380 2          |                                             |      |

### Nachbargemeinden
Aufgrund ihrer Lage an der Nordsee hat die Gemeinde Wangerland auf dem Festland nur im Westen und im Süden Nachbarn. Im Westen grenzt sie an die Stadt Wittmund, im Süden an die Stadt Jever, an die Stadt Schortens sowie an die Stadt Wilhelmshaven. Nördlich des Wangerlandes liegt die Insel Wangerooge, die eine eigene Gemeinde bildet.

### Flächennutzung
Die Gemeinde hat überwiegend ländlichen Charakter. Die landwirtschaftliche Nutzfläche beträgt 15.124 Hektar. Davon sind etwa ein Drittel Ackerland und zwei Drittel Grünland.

### Gewässer
Im Bereich der Gemeinde Wangerland gibt es zahlreiche Tiefs. Sie dienen vor allem zur Entwässerung des Binnenlandes. In früheren Zeiten wurden sie zudem als Verkehrswege genutzt, heute auch für die Freizeitsportarten Paddeln und Angeln. Folgende Tiefs sind zu nennen: Bübbenser Tief, Crildumer Tief, Hohenstief, Hooksieler Binnentief, Hooksieler Tief, Horumer Tief, Kopperburger Leide, Poggenburger Leide, Südliches Verbindungstief, Tettenser Tief, Wangertief und Wüppelser Tief.
Nördlich von Hohenkirchen liegt das Wangermeer, ein rund 100 Hektar großer künstlich angelegter Freizeitsee.

## Geschichte

Zufluss des Hohenstiefs zum Wangertief am Schöpfwerk Wangerland

Das Gau „Wanga“ wird bereits zu Zeiten Karls des Großen erwähnt, als dieser Willehad zum Bischof in dem Gau machte. Siedlungsfunde deuten auf kleinere Ansiedlungen aus dem 2. Jahrhundert v. Chr. hin. Das Wangerland war durch das Hooks Tief im Süden von Östringen und durch die Harlebucht im Westen von Harlingen getrennt. Zum Wangerland gehörten die Dörfer bzw. Kirchspiele Hohenkirchen, Oldorf, Pakens, Tettens, Middoge, Minsen, Waddewarden, Westrum, Wiarden, Wiefels, St. Joost, Wüppels und die Insel Wangerooge.
Im 13./14. Jahrhundert kam es zu einem immer engeren Zusammengehen von Wangerland, Östringen und Rüstringen. Aus dem Wangerland und Teilen Östringens und Rüstingens bildete sich schließlich die Herrschaft Jever.
Hooksiel war zu frühen Zeiten (1583–1870) Vorhafen der Stadt Jever. In Schillig waren bereits während des Deutsch-Französischen Krieges 1870/71 (Napoleonschanze) Truppen stationiert. Während des Ersten Weltkriegs und Zweiten Weltkriegs waren in Schillig Teile der Marine stationiert. Zu diesen Zeiten gab es eine Bahnlinie nach Schillig, die jedoch ausschließlich der Marine und der Versorgung deren Küstenbefestigungen vorbehalten war. Auf Schiffen, die auf Schillig-Reede vor Anker lagen, begann in der Nacht vom 29. auf den 30. Oktober 1918 der Matrosenaufstand, der innerhalb weniger Tage zur Novemberrevolution und zum Sturz der Monarchie in Deutschland führte.
Im 19. Jahrhundert gab es im Wangerland zwei Ämter. Das Amt Tettens war zuständig für die Kirchspiele bzw. Ortschaften Hohenkirchen (bis 1845), Middoge, Tettens, Wangerooge und Wiefels, das Amt Minsen (Sitz Hooksiel) für Minsen, Oldorf, Pakens, Waddewarden, Westrum, Wiarden, Wüppels, St. Joost. Beide Ämter fielen 1858 an das Amt Jever (siehe auch Herrschaft Jever).
Durch das Gesetz, betreffend die Vereinfachung und Verbilligung der öffentlichen Verwaltung (Vereinfachungsgesetz) vom 27. April 1933 wurde aus den bisherigen Gemeinden Oldorf, Hohenkirchen, Middoge, Tettens, Wiefels und Westrum eine neue Großgemeinde gebildet, die die Bezeichnung Wangerland erhielt und 1933 4.215 Einwohner hatte. 1948 wurde die Gemeinde Wangerland durch das Gesetz über die Neubildung von Gemeinden im Niedersächsischen Verwaltungsbezirk Oldenburg vom 26. April 1948 aufgelöst. Es wurden die Gemeinden Hohenkirchen, bestehend aus den Bezirken der alten Gemeinden Hohenkirchen und Oldorf, Tettens, bestehend aus den Bezirken der alten Gemeinden Middoge, Tettens und Wiefels, und Waddewarden, bestehend aus den Bezirken der alten Gemeinden Waddewarden und Westrum, neu gebildet.
Die heutige Gemeinde Wangerland besteht seit dem 1. Februar 1971. Die Gemeinde wurde im Zuge der Gebietsreform des Landes Niedersachsen aus den Gemeinden Hohenkirchen (Oldenburg), Minsen und Tettens als Einheitsgemeinde gebildet. Da diese Region nördlich von Jever seit Jahrhunderten als das Wangerland bezeichnet wurde, erhielt die Gemeinde diesen Namen. Am 1. Juli 1972 wurden Hooksiel und Waddewarden eingegliedert.
Um die regionale Identität zu pflegen, gründete sich 1990 die Geschichtswerkstatt Wangerland. Der Verein hat seither zahlreiche Chroniken publiziert.

## Politik

### Rat

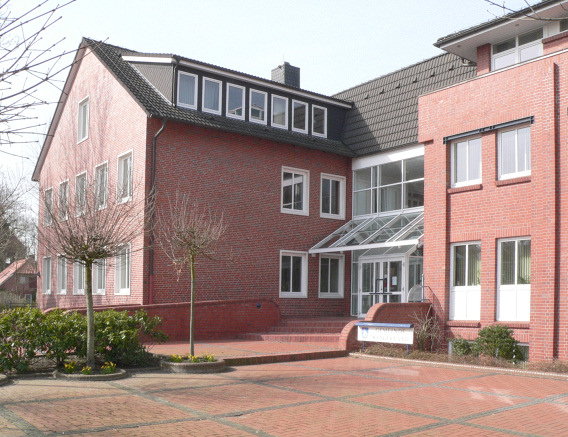
Rathaus der Gemeinde Wangerland in Hohenkirchen

Der Rat der Gemeinde Wangerland besteht aus 24 Ratsfrauen und Ratsherren. Dies ist die festgelegte Anzahl für eine Gemeinde mit einer Einwohnerzahl zwischen 9001 und 10.000. Der Rat wird durch eine Kommunalwahl für jeweils fünf Jahre gewählt. Die aktuelle Amtszeit begann am 1. November 2021 und endet am 31. Oktober 2026.
Stimmberechtigt im Rat der Gemeinde ist außerdem der hauptamtliche Bürgermeister Mario Szlezak (Kandidat der SPD).
Die letzte Kommunalwahl am 12. September 2021 ergab das folgende Ergebnis:
| Partei                | Anteilige Stimmen | Anzahl Sitze | Veränderung Stimmen | Veränderung Sitze |
| --------------------- | ----------------- | ------------ | ------------------- | ----------------- |
| SPD                   | 34,57 %           | 8            | 0-7,72 %            | −2                |
| CDU                   | 25,21 %           | 6            | −10,07 %            | −2                |
| WPW                   | 22,19 %           | 5            | +22,19 %            | +5                |
| Bündnis 90/Die Grünen | 09,14 %           | 2            | 0-1,16 %            | −1                |
| UWW                   | 03,62 %           | 1            | 0-2,94 %            | −1                |
| FDP                   | 03,20 %           | 1            | 0-2,34 %            | 0                 |
| Freie Bürger          | 02,06 %           | 1            | 0+2,06 %            | +1                |

Die Wahlbeteiligung bei der Kommunalwahl 2021 lag mit 56,46 % leicht unter dem niedersächsischen Durchschnitt von 57,1 %. Zum Vergleich – bei der vorherigen Kommunalwahl vom 11. September 2016 lag die Wahlbeteiligung bei 54,15 Prozent.

### Bürgermeister
Hauptamtlicher Bürgermeister der Gemeinde Wangerland ist Mario Szlezak (SPD). Bei der letzten Bürgermeisterwahl am 12. September 2021 erreichte Szlezak 39,30 Prozent der Stimmen, seine Mitbewerber Bernd Abrahams (Parteilos) 25,93 Prozent, Peter Podein (Parteilos) 23,74 Prozent und Jens Damm (CDU) 17,64 Prozent. Die Wahlbeteiligung lag bei 56,58 Prozent. Daraufhin erfolgte am 26. September 2021 die Stichwahl zwischen den Bewerbern Szlezak und Abrahams. Bei der Stichwahl erreichte Szlezak insgesamt 50,76 Prozent und Abrahams 49,24 Prozent. Die Wahlbeteiligung lag bei 63,00 Prozent. Mario Szlezak trat sein Amt zum 1. November 2021 an.

### Vertreter in Land- und Bundestag

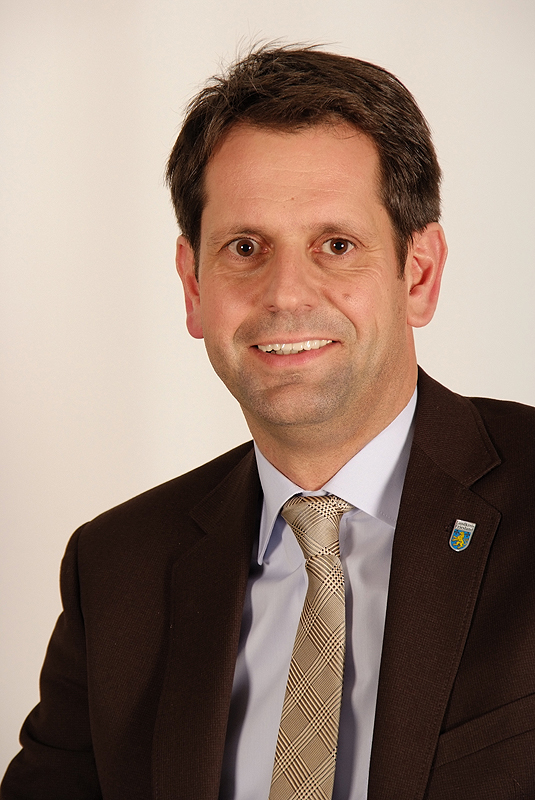
Landtagsabgeordneter Olaf Lies

Bei den Wahlen zum Niedersächsischen Landtag gehört die Gemeinde Wangerland zum Landtagswahlkreis 70 Friesland, der den gesamten Landkreis Friesland umfasst. Das Direktmandat wurde im Januar 2013 durch Olaf Lies von der SPD gewonnen. Bei der Wahl vom 15. Oktober 2017 konnte er den Erfolg wiederholen. Bei der letzten Landtagswahl vom 9. Oktober 2022 konnte Lies das Direktmandat mit 48,96 % der Stimmen bei einer Wahlbeteiligung von 59,54 % erneut verteidigen. Weiterhin werden Katharina Jensen (CDU) und Sina Beckmann (Grüne) den Landkreis im Landtag vertreten. Sie zogen über die jeweiligen Landeslisten ihrer Parteien in das Parlament. Die konstituierende Sitzung des neu gewählten Parlaments fand am 8. November 2022 statt. Die Wahlperiode endet im Herbst 2027.
Die Gemeinde Wangerland gehört zum Bundestagswahlkreis Friesland – Wilhelmshaven – Wittmund. Er umfasst die Stadt Wilhelmshaven sowie die Landkreise Friesland und Wittmund. Bei der Bundestagswahl 2025 gewann die Sozialdemokratin Siemtje Möller das Direktmandat zum dritten Mal in Folge. Über Listenplätze ihrer Parteien zogen Anne Janssen (CDU) und Martin Sichert (AfD) aus dem Wahlkreis in den Bundestag ein.

### Wappen
| Wappen von Wangerland | Blasonierung: „Auf blauem Grund das Seewiefken mit unbekleidetem Oberkörper und das blonde Haar zu einem Zopf geflochten, die rechte Hand mit drohendem Zeigefinger, der silberne, schuppenbedeckte Unterkörper als Schwanzflosse endend.“ |

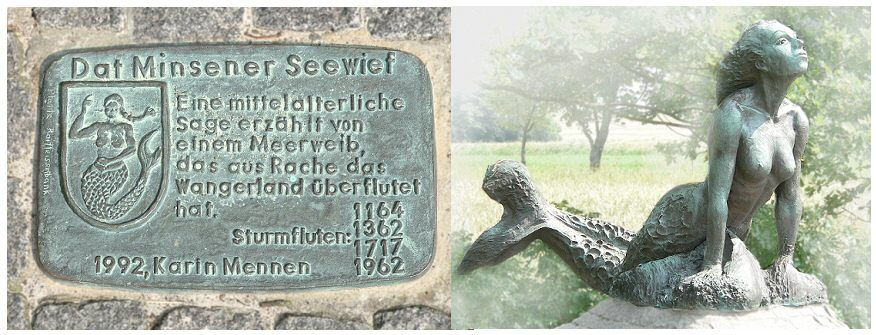
Nixe Dat Minsener Seewief (Seeweib) im Ortsteil Minsen, links Bodentafel dazu

| Wappen von Wangerland | Wappenbegründung: Das Wappenbild der Gemeinde Wangerland zeigt auf blauem Grund eine Nixe, das Seewiefken (friesische Koseform von Seewief für Seeweib). Ihr Oberkörper ist unbekleidet und das blonde Haar ist zu einem Zopf geflochten. Die rechte Hand hält sie mit drohendem Zeigefinger hoch. Der silberne, schuppenbedeckte Unterkörper endet als Schwanzflosse. Die Wappenfigur beruht auf einer alten Sage, die im 16. Jahrhundert aufgeschrieben wurde. Danach haben Fischer aus Minsen, das demnach früher auf der Insel Minsener Oog gelegen haben soll, eine Nixe mit Fischunterleib eingefangen. Sie konnte wieder in die Nordsee entfliehen und habe aus Rache die Dorfsiedlung durch eine Sturmflut vernichtet. Historisch ist allerdings zweifelhaft, dass ein früheres Minsen auf einer Insel lag. Dieser Erzählung ist eine Bronzeskulptur gewidmet, die im Ortsteil Norderaltendeich bei Minsen in Deichnähe aufgestellt ist. Die Bildhauerin und Malerin Karin Mennen aus dem benachbarten Horum schuf 1992 die überlebensgroße Figur der Nixe. |

## Kultur und Sehenswürdigkeiten

### Sehenswürdigkeiten

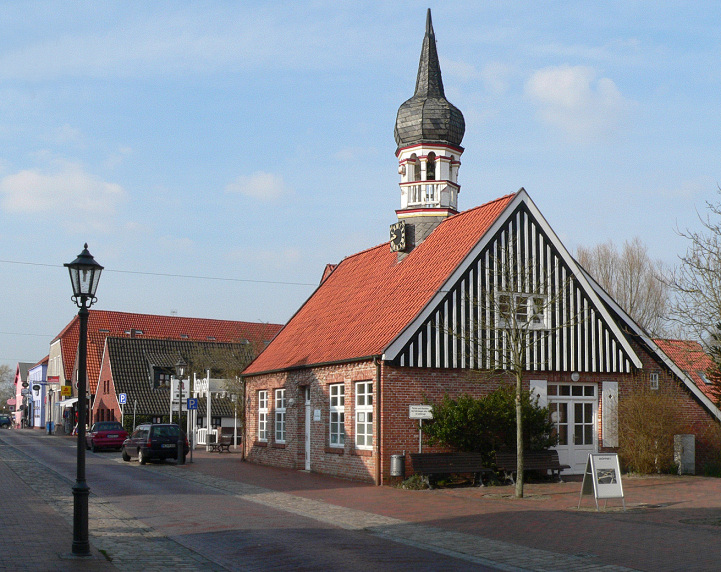
Künstlerhaus Hooksiel, früher Rathaus

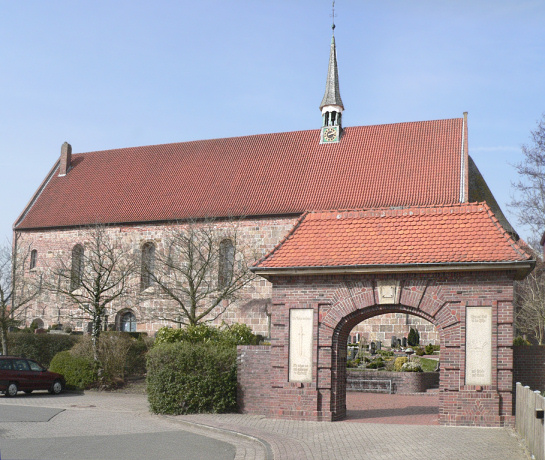
St. Sixtus und Sinicius in Hohenkirchen

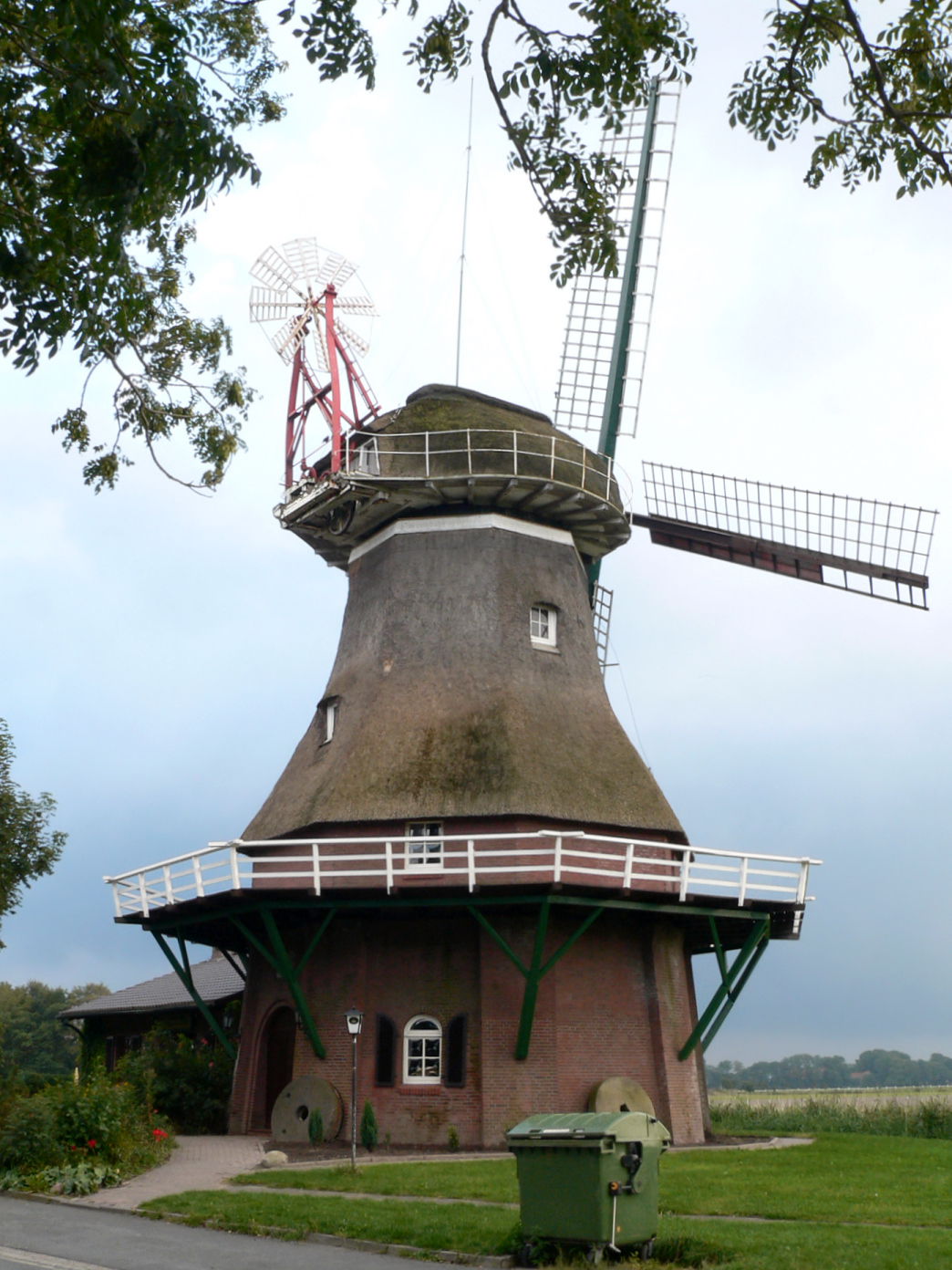
Stumpenser Windmühle

In Hooksiel unterhält die Gemeinde im ehemaligen Hooksieler Rathaus das Künstlerhaus Hooksiel, in dem bildende Künstler durch Stipendiatsaufenthalte gefördert werden. Nahe Hooksiel steht die Burg Fischhausen, ein ehemaliger Häuptlingssitz, mit einigen Teilen aus der Renaissance (Treppenturm, Renaissance-Kamin im Rittersaal). Im Ortsteil Horumersiel steht die Stumpenser Windmühle, ein 1816 errichteter Galerieholländer. In Minsen befindet sich das Nationalpark-Haus Wangerland, das Nationalparkhaus der Gemeinde, das eine Ausstellung zum Nationalpark und Weltnaturerbe Wattenmeer sowie Informationen zur Windenergienutzung an der Nordseeküste beherbergt. Das Wahrzeichen von Hohenkirchen ist der rund 30 Meter hohe und weithin sichtbare Wasserturm Hohenkirchen. Der Wasserturm wurde 1934 nach Plänen des Hamburger Architekten Fritz Höger als Klinkerbau errichtet.

### Evangelische Sakralbauten
Im Wangerland gibt es mehrere, teilweise bedeutende mittelalterliche Kirchen, die alle auf Warften errichtet wurden. Die evangelische Kirche St. Sixtus und Sinicius in Hohenkirchen ist ein spätromanischer Granitquaderbau aus der ersten Hälfte des 13. Jahrhunderts mit zwei hervorragenden Werken von Ludwig Münstermann, dem Altarretabel und der Kanzel. Die evangelische Kirche in Oldorf ist ein Backsteinbau mit einem Granitquadersockel aus dem 13. Jahrhundert. Der Kreuzigungsaltar und der Taufstein sind aus den Jahren um 1500. In Pakens steht die evangelische Kirche zum Heiligen Kreuz. Sie ist ein romanischer Granitquaderbau, der um das Jahr 1270 erbaut wurde. Die für Hooksiel und Pakens zuständige Kirche befindet sich nicht im alten Ortskern von Hooksiel, sondern in der rund zwei Kilometer entfernten und wesentlich älteren Ortschaft Pakens. Die Orgel der Kirche wurde 1664 von Joachim Richborn aus Hamburg geschaffen. Die evangelische Kirche zu Wüppels liegt etwas abseits der Straße zwischen Hooksiel und Horumersiel. Sie ist ein Granitquaderbau aus dem Anfang des 13. Jahrhunderts. In der Ortschaft St. Joost steht die kleine evangelische Kirche St. Jodocus aus dem 15. Jahrhundert. Der Bausteinbau wurde nach dem Heiligen Jodocus, dem Schutzpatron der Reisenden und Seefahrer benannt. Die evangelische Kirche St. Cosmas und Damian in Wiarden soll bereits 1164 bestanden haben. Der Chorraum des romanischen Granitquaderbaus enthält Reste von spätgotischen Wandmalereien aus dem 13. Jahrhundert, die die Apostel Petrus, Jacobus und Johannes sowie die Schutzheiligen der Kirche, St. Cosmas und Damian darstellen. Die evangelische Kirche St. Martin in Tettens besitzt ebenfalls ein Granitmauerwerk, das aus der ersten Hälfte des 13. Jahrhunderts stammt. Die 36 Meter lange Saalkirche besitzt eine bedeutende Ausstattung. Im Innern ist u. a. ein turmartiges Sakramentshaus aus der Zeit um 1525 zu sehen. Der Flügelaltar der Kirche stammt von 1520 und zeigt in der Mitte die Kreuzigung Christi, auf den Flügeln werden Szenen aus dem Leben des Heiligen Martin und des Heiligen Thomas dargestellt. Die evangelische Kirche in Middoge stammt aus dem späten 15. Jahrhundert und ist ein einschiffiger Backsteinbau. In Waddewarden steht die evangelische Kirche St. Johannes. Sie ist ein mittelgroßer Saalbau aus der ersten Hälfte des 13. Jahrhunderts, 41,3 Meter lang, mit Granitquadern bis zu 2 Meter Höhe. In der ganz aus Granitquadern gebauten Apsis befinden sich spätgotische Wandmalereien. In der Ortschaft Westrum steht die Kirche St. Elisabeth aus der Mitte des 13. Jahrhunderts, die schon 1420 als stark zerstört erwähnt wurde. Es ist ein Backsteinbau, die Kirche wurde 1912 gründlich renoviert. Auch die evangelische Kirche in Wiefels wurde 1420 als stark zerstört beschrieben. Sie stammt aus der zweiten Hälfte des 13. Jahrhunderts und hat im unteren Teil ein Granitquaderwerk, darüber Backstein. Fast alle Kirchen enthalten Kunstwerke aus verschiedenen Jahrhunderten. Die Glockentürme oder Glockenstühle stehen wie bei fast allen Kirchen auf der ostfriesischen Halbinsel separat jeweils neben den Kirchen.

### Konfessionsstatistik
Die neue evangelische Fusionsgemeinde hat nach seinen Angaben etwa 4.200 Gemeindeglieder.

### Römisch-katholische Sakralbauten
In Schillig wurde 1967 die St.-Marien-Kirche errichtet. Nach Abriss entstand an alter Stelle ein Kirchenneubau, der 2012 geweiht wurde.
Ein weiteres katholisches Gotteshaus, die St.-Ansgar-Kirche, befindet sich im Ortsteil Hooksiel. Sie wurde 1966 erbaut und Anfang der 1980er Jahre erheblich erweitert. Sie verfügt seit 2009 über eine Pfeifenorgel mit sechs Registern, die aus der Werkstatt Martin ter Haseborg (Uplengen) stammt.
Ein drittes katholisches Gemeindezentrum, die St.-Hedwig-Kirche, hatte ihren Standort in Hohenkirchen. Sie war 1975 erbaut worden und diente auch als Garnisonskirche den katholischen Bundeswehrangehörigen der Wangerland-Kaserne. Nach Schließung der Kaserne nahm die Zahl der Gemeindemitglieder erheblich ab. Sie wurde deshalb am 30. Mai 2007 profaniert und, da sich kein Käufer fand, Ende 2009 abgerissen. Heute befindet sich auf dem Kirchengrundstück ein Privathaus.

### UNESCO-Weltnaturerbe Wattenmeer
Wangerland liegt im Nationalpark Niedersächsisches Wattenmeer, das Teil des UNESCO-Weltnaturerbe Wattenmeer ist. Es erstreckt sich auf ca. 12.000 Quadratkilometern entlang der Nordseeküste vom niederländischen Den Helder bis nach Esbjerg in Dänemark. Davon fallen 4.700 km² (im Mittel) bei Ebbe trocken. Das Areal gilt als weltweit größtes zusammenhängendes Watt-Inselgebiet. Teile davon sind bereits seit Juni 2009 UNESCO-Weltnaturerbe.

## Wirtschaft und Infrastruktur

### Tourismus

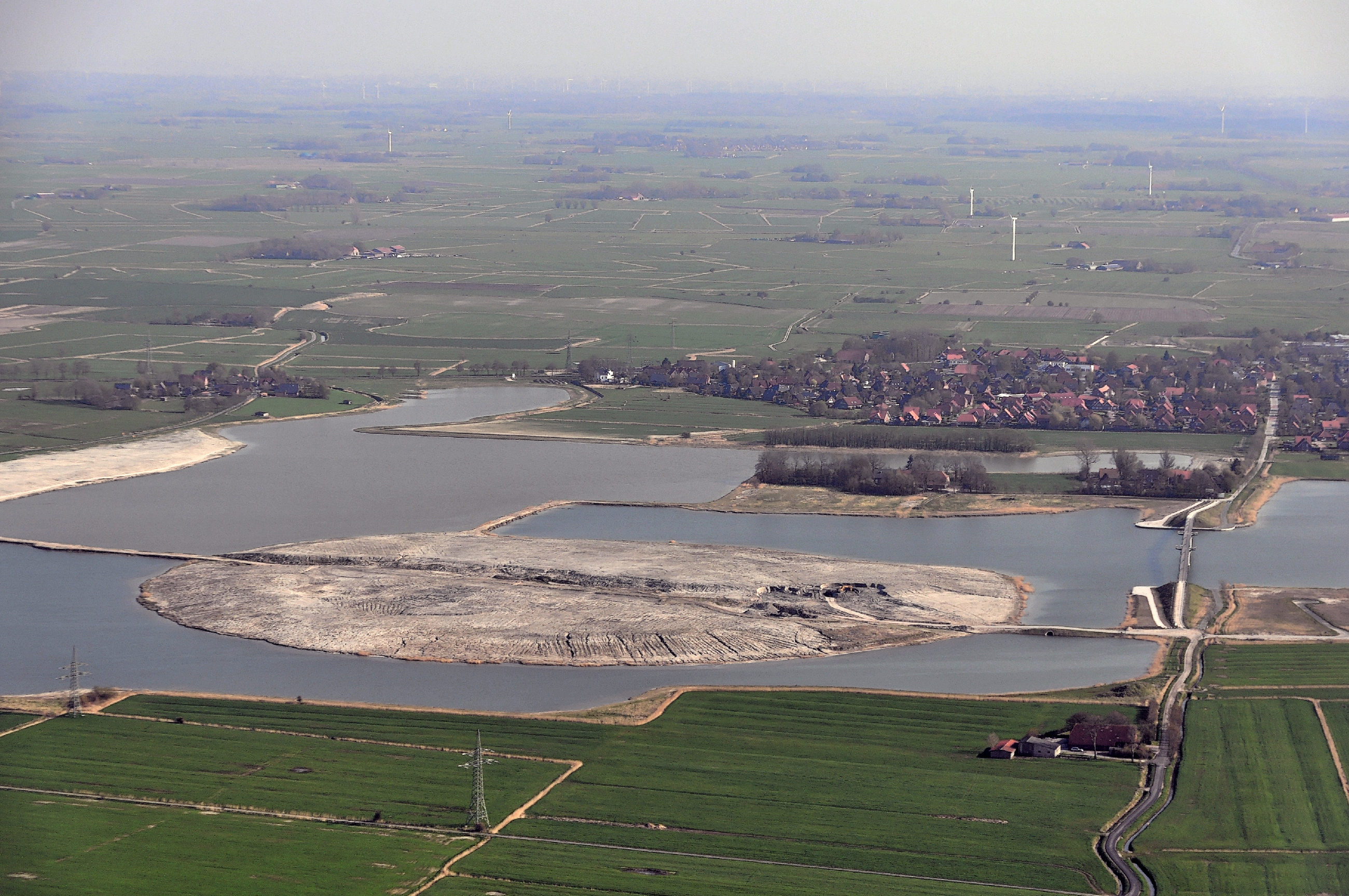
Wangermeer

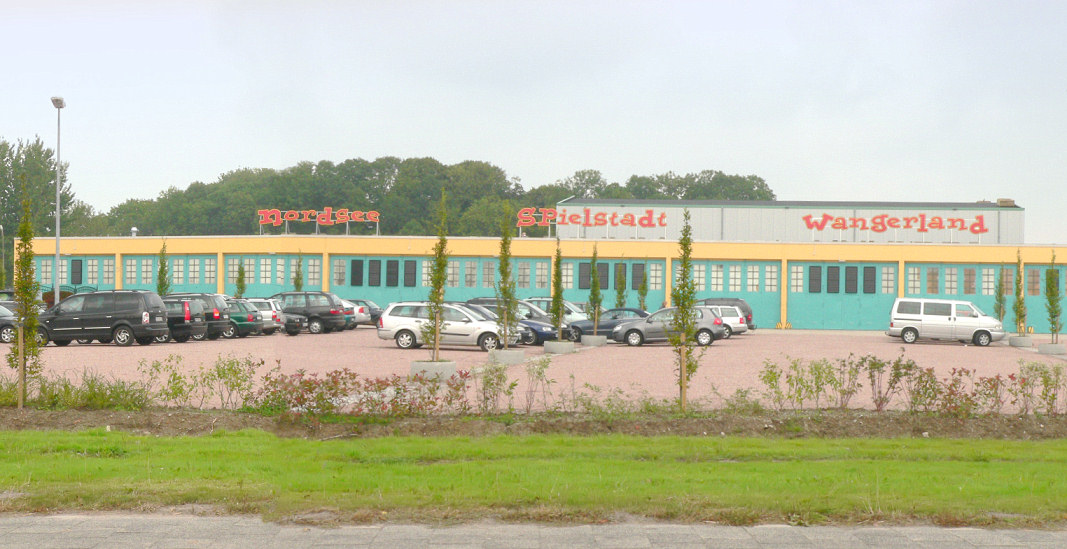
Nordsee Spielstadt Wangerland

Durch die unmittelbare Lage an der Nordsee gibt es einen erheblichen Fremdenverkehr in der Gemeinde. Dessen wirtschaftliche Bedeutung zeigt sich anhand der Übernachtungszahlen. Sie lagen 2014 bei 307.172 Übernachtungsgästen mit insgesamt 2.001.020 Übernachtungen. Die durchschnittliche Aufenthaltsdauer lag bei 6,51 Tagen. Dabei ist mehr als die Hälfte der Urlauber zum wiederholten Male im Wangerland.
1992 wurde die kommunale Kurverwaltung in die Wangerland Touristik GmbH umgewandelt. Alle Ortsteile sind Erholungsorte, Horumersiel-Schillig ist ein Nordseeheilbad, Hooksiel und Minsen haben den Status von Küstenbadeorten.
Nördlich von Hohenkirchen befindet sich die Hotel- und Freizeitanlage „Dorf Wangerland“. Die Anlage entstand ab 2006 auf dem Gelände einer ehemaligen stillgelegten Bundeswehrkaserne. Die Teileröffnung fand im Frühjahr 2008 statt. Zum „Dorf Wangerland“ gehören acht Hotelgebäude mit 600 Betten in 231 Zimmern, Gaststätten mit 660 Sitzplätzen, ein Veranstaltungshaus für bis zu 300 Besucher, ein Kegel- und Bowlingcenter sowie die „Nordsee-Spielstadt Wangerland“ auf etwa 5700 Quadratmetern Fläche in drei Hallen. Die Anlage grenzt an das rund 100 Hektar große, künstlich geschaffene Wangermeer, das im Rahmen von Deicherhöhungsmaßnahmen bei Minsen entstand.
Seit 2004 gibt es den Wangerländischen Pilgerweg, der 14 zum Teil bedeutende mittelalterliche Kirchen der Gemeinde verbindet. Im Gegensatz zu den klassischen Pilgerrouten wird der Wangerländische Pilgerweg allerdings bevorzugt mit dem Fahrrad abgefahren. Außerdem lässt sich die Route weitestgehend selbst bestimmen, da der Pilgerweg keine feste Strecke mit Start- bzw. Endepunkt vorgibt. Mit dem Rad lässt er sich innerhalb von ein oder zwei Tagen erkunden.
Auf Grundlage von § 59 Abs. 1 BNatSchG wurde die Gemeinde Wangerland von Erholungssuchenden auf unentgeltlichen Zugang zum Meeresstrand verklagt. Das Bundesverwaltungsgericht hat 2017 entschieden, dass die Einzäunung und Bewirtschaftung nahezu des gesamten Strandes der Gemeinde als kostenpflichtiges kommunales Strandbad rechtswidrig ist.

### Verkehr
Die Gemeinde ist über die Landesstraße L 810 an die Bundesautobahn A 29 (Anschlussstelle Fedderwarden) angebunden. Die Landesstraßen L 808 und L 812 führen zu Anschlussstellen der Bundesstraße 210, die in Ost-West-Richtung die ostfriesische Halbinsel durchquert.
Die Gemeinde Wangerland ist durch Buslinien des Weser-Ems Bus mit Wilhelmshaven sowie Jever verbunden. In den Sommer- und Herbstferien verkehrt zusätzlich eine Urlauberbuslinie. Die Gemeinde Wangerland liegt im Gebiet des Verkehrsverbundes Ems-Jade.
Bis 1988 war das Wangerland über die Bahnstrecke Jever–Harle an das Schienennetz angebunden. Sie war eine 20 Kilometer lange Nebenbahn, die weitgehend dem Verkehr in Zusammenhang mit der Wangerooge-Fähre diente. Da diese Überfahrt abhängig von den Gezeiten ist, war auch der Bahnfahrplan dem angepasst und wechselte zumeist täglich. Die Fahrten wurden als Tidezug und die Strecke als Tidebahn bezeichnet. Seit der Einstellung der Bahn wird die Verbindung von Bussen bedient. Im Gemeindeteil Hohenkirchen zweigte die Marinebahn nach Schillig ab, welche 1949 demontiert wurde.

### Windenergie

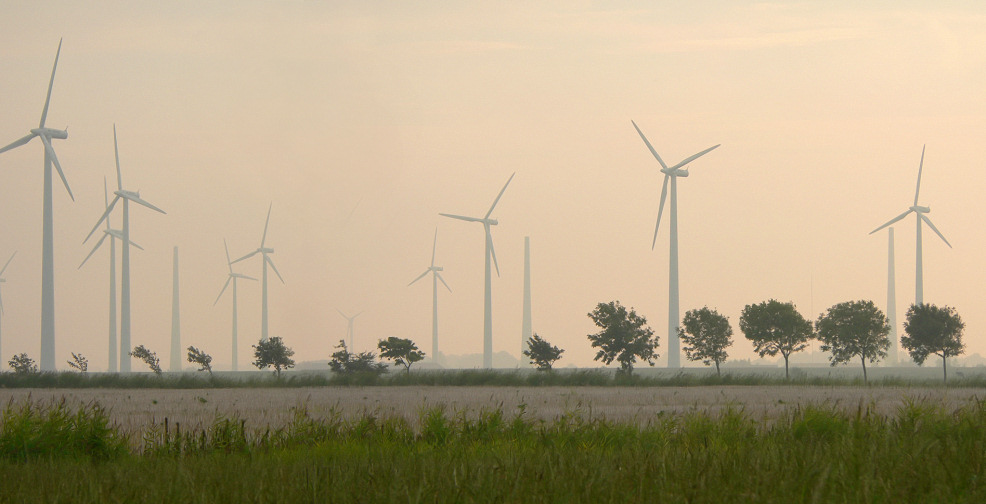
Windpark Bassens vor dem Repowering

Seit 1996 gibt es auf Acker- und Grünlandflächen zwischen den Ortsteilen Bassens, Funnens und Grimmens den Windpark Bassens. Die als Bürgerwindpark betriebene Anlage befindet sich etwa 500 m weit vom Nordseedeich entfernt und bestand ursprünglich aus 34 Windkraftanlagen von AN Bonus mit jeweils 600 kW Nennleistung. Alle 34 Anlagen gehörten den dort wohnhaften Landwirten und Bürgern der Gemeinde Wangerland. Mit rund 45 Millionen Kilowattstunden (kWh) im Jahr entsprach der Ertrag der Anlage etwa der Stromversorgungsmenge für rund 10.000 Haushalte. 2006 wurde der Windpark um 3 Anlagen mit zusammen 6 MW erweitert, die Gesamtleistung betrug damit 26,4 MW.
2013 wurde ein Repowering beschlossen, das bis zum Frühjahr 2014 umgesetzt wurde. Die 34 Altanlagen wurden abgebaut und durch 10 moderne Windkraftanlagen des Typs Siemens SWT-3.0-113 mit jeweils drei MW Nennleistung und einem Rotordurchmesser von 113 Metern ersetzt. Mit einer Leistung von mittlerweile 36 MW soll der Windpark nun nach der Erneuerung elektrische Energie für ca. 20.000 Haushalte liefern.

## Persönlichkeiten

### Söhne und Töchter der Gemeinde

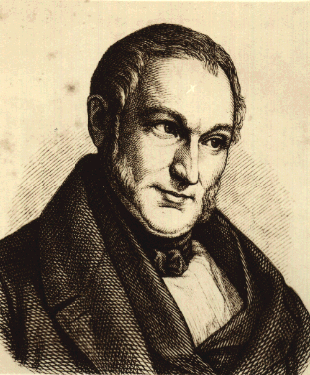
Johann Heinrich von Thünen (* 1783 in Canarienhausen)

- Dietrich Behrens (1859–1929), Professor der romanischen Philologie an der Universität Gießen, Geheimrat, geboren in Sophiengroden
- Peter van Bohlen (1796–1840), Orientalist, geboren im Ortsteil Wüppels
- Brörken Rudolph Christians (1869–1921), Schauspieler, geboren in der Middoger Mühle, gestorben in Pasadena (Kalifornien)
- Gerhard Anton Gramberg (1744–1818), Stadt- und Landphysikus in Oldenburg (Oldenburg), geboren in Tettens
- Hero Diedrich Hillerns (1807–1885), Großherzoglich-Oldenburgischer Oberbaurat, geboren in Tettens[31]
- Hermann Friedrich Wilhelm Hinrichs (1794–1861), Theologe, Philosoph und politischer Schriftsteller, geboren in Karlseck
- Laurentius Michaelis aus Hohenkirchen († 1584), druckte die erste Karte der Grafschaft Oldenburg[32]
- Dode Emken Müller (1822–1896), preußischer Generalarzt, Augenarzt, geboren in Hohenkirchen
- Theodor Pekol (1888–1958), Omnibus-Hersteller und Verkehrsunternehmer, geboren in Horumersiel
- Hans Christoph Peters (1797–1868), Oberdeichgraf im Großherzogtum Oldenburg, geboren in Wiefels[33]
- Jakob Schipper (1842–1915), deutsch-österreichischer Philologe und Anglist, geboren in Friedrich-Augustengroden
- Ulrich Jasper Seetzen (1767–1811), Arzt, Wissenschaftler, Naturforscher, Reisender und Orientalist, geboren in Sophiengroden
- Johann P. Tammen (* 1944), Schriftsteller, geboren in Hohenkirchen
- Johann Heinrich von Thünen (1783–1850), Agrar- und Wirtschaftswissenschaftler, geboren in Canarienhausen
- Friedrich von Thünen (1785–1865), Landwirt und Politiker, geboren in Canarienhausen
- Johann Ludwig Tiarks (1789–1837), Mitglied der englisch-amerikanischen Grenzkommission nach dem Frieden von Gent 1814 u. a. (siehe Waddewarden)
- Uwe Zink (* 1952), deutscher Politiker (SPD), geboren in Bübbens

### Persönlichkeiten, die mit der Gemeinde verbunden sind
- Heinrich Schütte (1863–1939), Heimatforscher, verbrachte ihn prägende Jahre im Grodengebiet und forschte im Wangerland[34]
- Heinrich Steinberg (1913–1995), 1952–1959 Bürgermeister von Hohenkirchen und Dichter
- Sylvia Lamsfuß (1951–2023), Journalistin und Schriftstellerin, lebte seit 1994 in Wangerland